# Elefante-pigmeu
Elefantes-pigmeus são membros pre-históricos da ordem Proboscidea que, por especiação alopátrica evoluíram até atingirem uma fracção do tamanho dos seus parentes modernos. Nanismo insular é um processo biológico através do qual o tamanho dos animais isolados numa ilha diminui dramaticamente ao longo das gerações.